# Palazzo del Monte di Pietà (Messina)
Il palazzo del Monte di pietà  è un edificio progettato dall'architetto Natale Masuccio, si trova in via XXIV Maggio (un tempo "via dei Monasteri"), nella città di Messina.

## Storia

### Epoca spagnola
Edificato a partire dal 1616 su incarico dell'Arciconfraternita degli Azzurri. Dell'incarico a Masuccio, stabilitosi in vecchiaia a Messina, rimane una sola traccia documentale di mano dell'architetto gesuita, relativa alla fornitura di pietra dall'isola di Rodi.
Alla morte del progettista risultava costruito il solo piano terreno caratterizzato da portale e cantonali a bugne rustiche riferibili al manierismo toscano. Il livello superiore fu completato dopo la sua morte da altri progettisti che non rispettarono il progetto originario.
Superato il portale d'ingresso ci si trova in un atrio con volta a botte, sulla destra una porta al cui interno una scala conduceva ai piani superiori e, di fronte, una fontana monumentale con un putto a cavallo di un delfino, del 1732.
Nel 1741 in occasione del bicentenario della fondazione della Compagnia degli Azzurri, fu realizzata la scenografica scalinata che conduce alla chiesa di Santa Maria della Pietà, su progetti e disegni dell'architetto Antonio Basile e del pittore Placido Campolo, manufatti realizzati in marmo rosso venato di Taormina.
Prospetto settecentesco caratterizzato da un portale a bugnato con lapide marmorea recante la dicitura "MONTE DI PIETA'" e sopra l'arco una targa "MAIOR OMNIUM CHARITAS 1789" a ricordo dei rifacimenti eseguiti dopo il terremoto della Calabria meridionale del 1783. Sui lati vi sono quattro finestre alternate a sei nicchie.

### Epoca contemporanea
L'edificio fu gravemente danneggiato dal terremoto del 1908. Restaurato nuovamente nel 1979, è utilizzato per manifestazioni culturali, spettacoli e mostre, soprattutto il cortile e la scalea. Con contratto di locazione regolarmente registrato, l'Arciconfraternita degli Azzurri e della Pace dei Bianchi lo ha concesso in uso alla Provincia Regionale di Messina (con gli impianti e gli arredi di cui è dotato), per consentire di programmare, organizzare e realizzare manifestazioni pubbliche di carattere culturale e sociale di rilevanza e qualità compatibili con la peculiarità del luogo e con l'immagine dell'Arciconfraternita.
Nella Cappella è documentato il quadro Gesù Cristo con la Croce, opera di Jacopo Vignerio.

## Galleria d'immagini

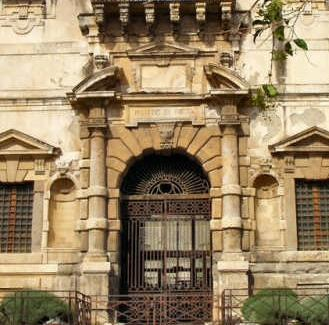
Il portale bugnato
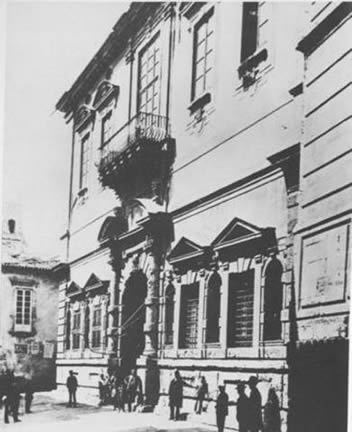
L'edificio prima del sisma
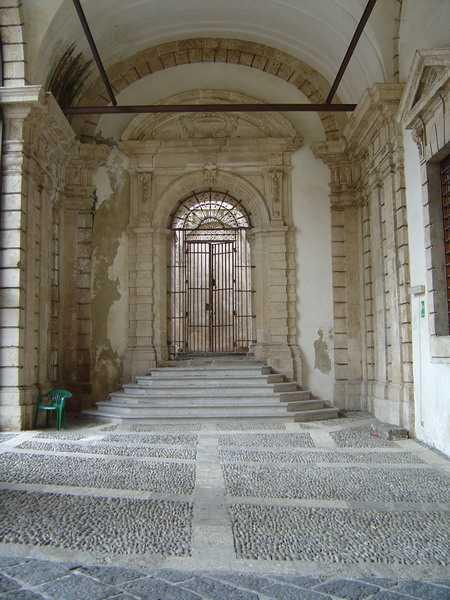
Un ambiente interno